# 云水
《云水》（英語：Impermanence），2020年12月21日在中国大陆上映的剧情片，是“坏猴子72变电影计划”继《绣春刀2：修罗战场》后的第二部作品，导演曾赠，宁浩、秦海璐监制，主演秦海璐、田雨、余皑磊、焦刚。

## 剧情
《云水》讲述了三个男人王海励、方毅国、参尘在各自不同的时空中，因信仰而踏上“罪孽”的赎罪之路。

## 演出
- 秦海璐 出演 苏梅
- 田雨 出演 王海励
- 余皑磊 出演 参尘/刘明
- 焦刚 出演 方毅国
- 杨珊珊 出演 王莉莉
- 周楚濋 出演 杨云
- 张珏 出演 王尚勤
- 曾美慧孜 出演 林美美

## 制作
导演曾赠1987年出生在湖南省益阳市，毕业于北京电影学院导演系，《云水》是其首部长片。2016年12月，《云水》在湖南省益阳市开机拍摄，在安化县雪峰山脉、桃江县浮邱山浮邱寺、魏公庙古巷、梓山湖等地取景。

## 奖项
| 年份 | 奖项                       | 分类               | 提名者   | 是否得奖 | 备注  |
| ---- | -------------------------- | ------------------ | -------- | -------- | ----- |
| 2018 | 第21届上海国际电影节       | 亚洲新人奖最佳摄影 | 钟锐     | 提名     | [ 1 ] |
| 2018 | 第47届荷兰鹿特丹国际电影节 | 光明未来单元       | 《云水》 | 提名     | [ 1 ] |

## 外部连接
- 豆瓣电影上《云水》的資料 （简体中文）
- 时光网上《云水》的資料（简体中文）
- 互联网电影数据库（IMDb）上《云水》的资料（英文）